# 레 숙종
레 숙종(베트남어: Lê Túc Tông / 黎肅宗, 1488년 9월 6일(음력 8월 1일) ~ 1505년 1월 12일(음력 1504년 12월 8일))은 대월 후 레 왕조의 제7대 황제(재위: 1504년 ~ 1505년)이다. 성명은 레투언(베트남어: Lê Thuần / 黎㵮 여순), 또는 레낀푸(베트남어: Lê Kính Phủ / 黎敬甫 여경보)이다. 레 헌종의 셋째 아들이다. 절일은 천명성절(天明聖節)이다.

## 생애
즉위한 뒤 연호를 타이찐으로 개원하였다. 뜻을 돈독히 하고 배움을 좋아하였고[篤志好學], 현명한 사람을 가까이 하고 선한 일을 즐기는[親賢樂善] 모습을 보여주었다.
재위 동안 죄수를 석방하고 궁녀를 내보냈고, 급하지 않은 업무를 잠시 정지하였고 편중된 토목 공사를 감하였으며, 신하와 백성들이 공물을 바치는 것을 정지시켜 백성들의 역량을 아꼈다. 훈구(勳舊)를 임용하고 정사를 친히 살피니 위엄과 권세가 드러났고, 외척을 경계하며 친족 제후들과 사이를 돈독히 하였다. 또한 무릇 대경(大經)을 경륜(經綸)하여 큰 근본을 세워 그 지극함을 쓰지 않는 일이 없었다. 당시 왕조의 신민들은 숙종의 처음 정치를 보고 중국의 성강지치(成康之治), 문경지치(文景之治)를 베트남에서 재현되는 것이라고 생각하였다. 그러나 재위한 지 6개월 만에 일찍 사망하였다.

## 기년
| 숙종        | 원년            |
| ----------- | --------------- |
| 서력 (西曆) | 1504년          |
| 간지 (干支) | 갑자(甲子)      |
| 연호 (年號) | 태정(泰貞) 원년 |